# Kababina
Kababina is een geslacht van spinnen uit de  familie van de Stiphidiidae.

## Soorten
- Kababina alta Davies, 1995
- Kababina aquilonia Davies, 1995
- Kababina colemani Davies, 1995
- Kababina covacevichae Davies, 1995
- Kababina formartine Davies, 1995
- Kababina inferna Davies, 1995
- Kababina isley Davies, 1995
- Kababina superna Davies, 1995
- Kababina yungaburra Davies, 1995